# جهجا

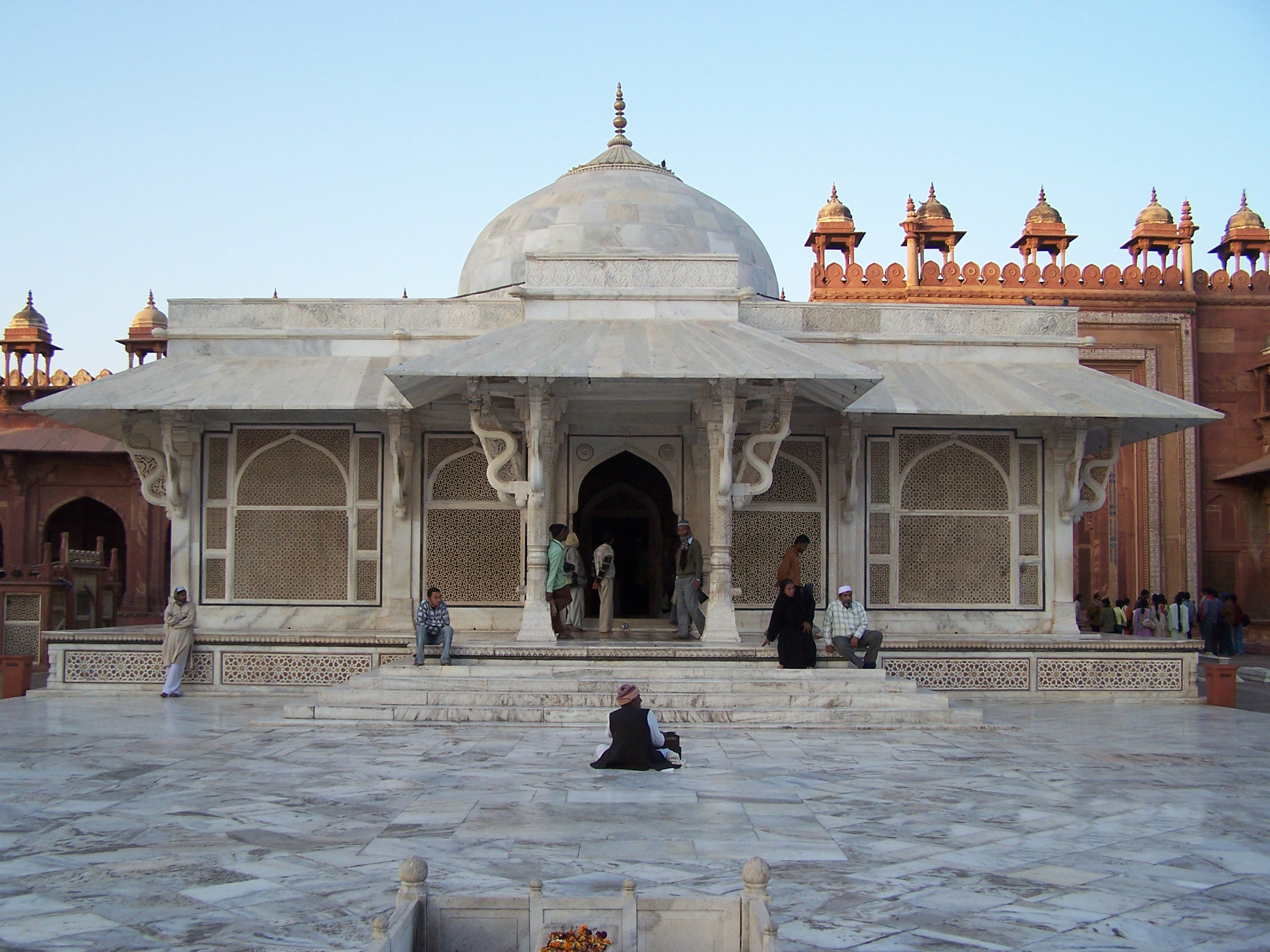
قبر سليم جشتي في فاتح بور سيكري (الهند) يعرض جهجا محيطًا متتبعًا عميقًا للمبنى مدعومًا بأقواس متقنة

الجهجا هو الطنف البارز أو المتدلي أو غطاء السقف، عادة ما تكون مدعومة على أقواس منحوتة كبيرة موجودة في العمارة الهندية. وهي تشكل جزءًا من الهندسة المعمارية لراجستان وغوجارات والبنجاب وأوتار براديش. في راجستان، هم كبيرون بشكل خاص. وهي تستخدم بشكل أساسي للحماية من قوى العناصر مثل الشمس والمطر.

## التاريخ
يمكن إرجاع الإلهام الأصلي لجهجا والعناصر المعمارية الهندية الأخرى إلى تصميم المباني في العصور القديمة، مثل تلك الموجودة في أكواخ قرية الخيزران والقش والتي لا يزال من الممكن العثور عليها حتى اليوم. بشكل اساسي، ربما تكون عناصر هذه المباني مبنية ببساطة بالحجر وصُنعت لإضفاء مظهر مفخم يمكن رؤيته في العديد من المباني اليوم. فهو يعمل بشكل خاص لمواجهة المناخ المحدد للمنطقة، حيث تم صقل العديد من التصاميم المعمارية القديمة للتعامل مع هذا الأمر وببساطة تكييفه مع مواد أقوى وتصميم أكثر تفخيم هو أفضل مسار للعمل.